# Xyphosia conspicua
Xyphosia conspicua är en tvåvingeart som först beskrevs av Friedrich Hermann Loew 1869.  Xyphosia conspicua ingår i släktet Xyphosia och familjen borrflugor. Inga underarter finns listade i Catalogue of Life.